# Club Águilas de Bilbao
El Club Baloncesto Águilas de Bilbao fue un equipo profesional de baloncesto que tuvo su sede en Bilbao. Fundado en 1950, disputó catorce ediciones de la 1ª División, siendo el sexto equipo con más partidos disputados en la historia de la competición, con 294.

## Historia
El Águilas de Bilbao fue fundado en 1950 por un grupo de entusiastas aficionados al baloncesto, reunidos en las Escuelas Pías de Bilbao y capitaneados por Vicente Gallego. Entre los jóvenes que le siguieron estaba Paco Díez, que fue jugador, entrenador, delegado y mánager general, además de miembro de la Federación Española de Baloncesto, un personaje destacado en la posterior evolución del baloncesto en Vizcaya.
Comenzó su andadura en las competiciones regionales, hasta que en la temporada 58-59 debutaría en 1ª División, pero tras acabar penúltimo, descendió a la 2ª división. No tardó en volver a ascender, al lograrlo justo la temporada siguiente, y entonces acumularía ocho temporadas consecutivas en la máxima categoría, logrando como mejor clasificación un quinto puesto en la temporada 62-63. En esos años, Antonio Díaz-Miguel, que había sido jugador y posteriormente sería seleccionador nacional se hizo cargo del equipo durante dos temporadas, y por el equipo pasaron jugadores de la talla de Miles Aiken, americano que posteriormente jugaría en el Real Madrid.
Tras el descenso en 1968, se convertiría en las siguientes temporadas en un equipo ascensor, con tres ascensos y tres descensos en las siete siguientes campañas, siendo la temporada 75-76 la última que disputaría en la máxima categoría. Tras jugar dos años en segunda división y otros tres en tercera, desaparecería definitivamente en 1981.

## Trayectoria
| Temporada | Nivel | División    | Pos.       | G–P    | Copa del Generalísimo |
| --------- | ----- | ----------- | ---------- | ------ | --------------------- |
| 1958-59   | 1     | 1ª División | 11º        | 3-19   |                       |
| 1959-60   | 2     | 2ª División | 1º         |        |                       |
| 1960-61   | 1     | 1ª División | 6º         | 13-9   |                       |
| 1961-62   | 1     | 1ª División | 6º         | 9-9    | Cuartos de final      |
| 1962-63   | 1     | 1ª División | 5º (Gr. A) | 3-7    |                       |
| 1963-64   | 1     | 1ª División | 6º         | 7-15   |                       |
| 1964-65   | 1     | 1ª División | 7º         | 4-10   |                       |
| 1965-66   | 1     | 1ª División | 7º         | 7-11   | Cuartos de final      |
| 1966-67   | 1     | 1ª División | 9º         | 7-13   | Octavos de final      |
| 1967-68   | 1     | 1ª División | 11º        | 3-17   | Octavos de final      |
| 1968-69   | 2     | 2ª División | 2º         |        | Octavos de final      |
| 1969-70   | 1     | 1ª División | 9º         | 8-14   |                       |
| 1970-71   | 1     | 1ª División | 12º        | 4-18   |                       |
| 1971-72   | 2     | 2ª División | 3º         |        |                       |
| 1972-73   | 1     | 1ª División | 16º        | 7-23   | Cuartos de final      |
| 1973-74   | 2     | 2ª División | 3º         |        |                       |
| 1974-75   | 1     | 1ª División | 10º        | 7-1-14 |                       |
| 1975-76   | 1     | 1ª División | 12º        | 9-23   |                       |
| 1976-77   | 2     | 2ª División | 3º         |        |                       |
| 1977-78   | 2     | 2ª División | 13º        |        |                       |

## Jugadores destacados
- Miles Aiken
- Antonio Díaz-Miguel
- Emiliano Rodríguez
- Luis Carlos Santiago
- Manu Moreno..
- Pedro Alonso "Pedrata"
- Juan Bautista Urberuaga
- Pepe Laso
- John Arrillaga
- Val Reid
- Gonzalo Urquiza
- Asis Maguregui  Ortiz de Zárate

## Entrenadores destacados
- Anton Larrauri
- Antonio Díaz-Miguel
- Xabier Añua
- José Antonio Gasca
- José Luis Ereña